# I Am Pabllo Global Tour
I Am Pabllo Global Tour foi uma turnê mundial do cantor e drag queen brasileiro Pabllo Vittar para promover seus então mais recentes trabalhos, Batidão Tropical e I Am Pabllo, ambos lançados em 2021. Pabllo visitou diversas cidades com sua nova turnê, passando pela Europa, América do Sul e América do Norte. Foi presença confirmada nos maiores festivais de música do mundo.

## Repertório
Este repertório é representativo do show do dia 16 de setembro de 2022, no Rio de Janeiro. Ele não representa todos os shows da turnê.
1. "Buzina"
2. "Flash Pose"
3. "Nêga"
4. "Ele é o Tal"
5. "Bandida"
6. "Ultra Som"
7. "Disk Me"
8. "A Lua"
9. "Volta Pra Ficar"
10. "Problema Seu"
11. "Corpo Sensual"
12. "Clima Quente"
13. "Salvaje"
14. "Tímida"
15. "Amor de Que"
16. "Rajadão"
17. "Cavalgada"
18. "Zap Zum"
19. "Parabéns"
20. "Fun Tonight"
21. "Sua Cara"
22. "Descontrolada"
23. "Follow Me"
24. "K.O."

## Datas
| Data                        | Cidade           | País           | Local                         |
| --------------------------- | ---------------- | -------------- | ----------------------------- |
| 20 de fevereiro de 2022[A1] | Belém            | Brasil         | Espaço Náutico Marine Club    |
| 28 de fevereiro de 2022[A2] | Rio de Janeiro   | Brasil         | Fundição Progresso            |
| 18 de março de 2022[A3]     | Santiago         | Chile          | Parque Bicentenario Cerrillos |
| 19 de março de 2022[A4]     | Buenos Aires     | Argentina      | Hipódromo de San Isidro       |
| 24 de março de 2022[A5]     | São Paulo        | Brasil         | Autódromo de Interlagos       |
| 25 de março de 2022[A6]     | São Paulo        | Brasil         | Autódromo de Interlagos       |
| 27 de março de 2022[A7]     | Bogotá           | Colômbia       | Campo de Golf Briceño 18      |
| 13 de abril de 2022         | Los Angeles      | Estados Unidos | The Fonda Theatre             |
| 14 de abril de 2022         | São Francisco    | Estados Unidos | 1015 Folsom                   |
| 15 de abril de 2022[A8]     | Thermal          | Estados Unidos | Ross Aviation Thermal Airport |
| 16 de abril de 2022[A9]     | Indio            | Estados Unidos | Empire Polo Club              |
| 19 de abril de 2022         | Portland         | Estados Unidos | Revolution Hall               |
| 20 de abril de 2022         | Seattle          | Estados Unidos | Neptune Theatre               |
| 21 de abril de 2022         | Vancouver        | Canadá         | Celebrities Nightclub         |
| 23 de abril de 2022[B1]     | Indio            | Estados Unidos | Empire Polo Club              |
| 25 de abril de 2022         | Chicago          | Estados Unidos | The Metro                     |
| 26 de abril de 2022         | Toronto          | Canadá         | Danforth Music Hall           |
| 28 de abril de 2022         | Boston           | Estados Unidos | Paradise Rock Club            |
| 30 de abril de 2022         | Washington, D.C. | Estados Unidos | 9:30 Club                     |
| 01 de maio de 2022          | Nova Iorque      | Estados Unidos | Terminal 5                    |
| 26 de maio de 2022          | Dublin           | Irlanda        | National Stadium              |
| 28 de maio de 2022[B2]      | Manchester       | Inglaterra     | Bowlers Exhibition Centre     |
| 03 de junho de 2022[B3]     | Barcelona        | Espanha        | Parc del Fòrum                |
| 04 de junho de 2022[B4]     | Londres          | Inglaterra     | Brockwell Park                |
| 05 de junho de 2022         | Londres          | Inglaterra     | Electric Brixton              |
| 07 de junho de 2022         | Amesterdão       | Países Baixos  | Melkweg                       |
| 08 de junho de 2022         | Paris            | França         | FVTVR                         |
| 10 de junho de 2022[B5]     | Gräfenhainichen  | Alemanha       | Ferropolis                    |
| 11 de junho de 2022[B6]     | Porto            | Portugal       | Parque da Cidade do Porto     |
| 17 de junho de 2022[B7]     | São Paulo        | Brasil         | Distrito Anhembi              |
| 19 de junho de 2022[B8]     | São Paulo        | Brasil         | Avenida Paulista              |
| 02 de julho de 2022[B9]     | São Paulo        | Brasil         | Fabrinkedos                   |
| 09 de julho de 2022[C1]     | Natal            | Brasil         | Arena das Dunas               |
| 16 de julho de 2022[C2]     | Brasília         | Brasil         | Victoria Haus                 |
| 05 de agosto de 2022[C3]    | Denver           | Estados Unidos | The Junk Yard                 |
| 07 de agosto de 2022[C4]    | Montreal         | Canadá         | Esplanade du Parc Olympique   |
| 12 de agosto de 2022[C5]    | Florianópolis    | Brasil         | Stage Music Park              |
| 13 de agosto de 2022[C55]   | Curitiba         | Brasil         | Expo Unimed                   |
| 27 de agosto de 2022[C6]    | Belo Horizonte   | Brasil         | Esplanada do Mineirão         |
| 16 de setembro de 2022      | Rio de Janeiro   | Brasil         | Fundição Progresso            |
| 17 de setembro de 2022[C7]  | Volta Redonda    | Brasil         | Clube Comercial               |
| 07 de outubro de 2022[C8]   | Macapá           | Brasil         | Amapá Garden Shopping         |
| 08 de outubro de 2022[C9]   | Belém            | Brasil         | Espaço Náutico Marine Club    |
| 11 de outubro de 2022[D1]   | Manaus           | Brasil         | Podium Arena da Amazônia      |
| 15 de outubro de 2022[D2]   | Fortaleza        | Brasil         | Centro de Eventos do Ceará    |
| 21 de outubro de 2022[D3]   | São Paulo        | Brasil         | Fabrinkedos                   |
| 22 de outubro de 2022       | Uberaba          | Brasil         | Integra Bixos                 |
| 04 de novembro de 2022[D4]  | Salvador         | Brasil         | Wet’n Wild                    |
| 19 de novembro de 2022[D5]  | Vinhedo          | Brasil         | Hopi Hari                     |
| 26 de novembro de 2022[D6]  | Olinda           | Brasil         | Centro de Convenções          |
| 05 de dezembro de 2022[D7]  | Fortaleza        | Brasil         | Marina Park Hotel             |
| 10 de dezembro de 2022[D8]  | Cuiabá           | Brasil         | Musiva                        |
| 28 de dezembro de 2022[D9]  | Natal            | Brasil         | Aram Imirá Plaza Hotel        |

| Data                      | Cidade         | País   | Local                                |
| ------------------------- | -------------- | ------ | ------------------------------------ |
| 1 de janeiro de 2023[E1]  | Brasília       | Brasil | Esplanada dos Ministérios            |
| 21 de janeiro de 2023[E2] | São Paulo      | Brasil | Kartódromo Municipal de Praia Grande |
| 27 de janeiro de 2023[E3] | Rio de Janeiro | Brasil | Marina da Glória                     |

Apresentações Canceladas
| Data                     | Cidade      | País           | Local                        |
| ------------------------ | ----------- | -------------- | ---------------------------- |
| 31 de maio de 2022       | Varsóvia    | Polônia        | Progresja Music Zone         |
| 02 de junho de 2022      | Milão       | Itália         | Circolo Magnolia             |
| 21 de agosto de 2022[E4] | Nova Iorque | Estados Unidos | Flushing Meadows Corona Park |

- A1 Parte do "Tá de Shortinho: O Bloco"
- A2 Parte do "Chá da Pabllo"
- A3 Parte do "Lollapalooza Chile"
- A4 Parte do "Lollapalooza Argentina"
- A5 Parte do "Lollapalooza Brasil: Onyx Day"
- A6 Parte do "Lollapalooza Brasil"
- A7 Parte do "Festival Estereo Picnic"
- A8 Parte do "Rhonda: Queen of The Desert"
- A9 Parte do "Coachella Valley Music & Arts Festival"
- B1 Parte do "Coachella Valley Music & Arts Festival"
- B2 Parte do "Drag Fest"
- B3 Parte do "Primavera Sound Festival"
- B4 Parte do "The Mighty Hoopla"
- B5 Parte do "Melt! Festival"
- B6 Parte do "NOS Primavera Sound"
- B7 Parte do "Micareta São Paulo 2022"
- B8 Parte do "26° Parada do Orgulho LGBT+"
- B9 Parte do "Festival do Orgulho 2022"
- C1 Parte do "Bloquíssimo"
- C2 Parte do "Musa Sunset Festival"
- C3 Parte do "Meow Wolf VORTEX Music Festival"
- C4 Parte do "Fierté Montréal Pride Festival"
- C5 Parte do "Pop Pride Festival"
- C55 Parte do "Divas"
- C6 Parte do "Festival Sarará"
- C7 Parte do "SuperAuê"
- C8 Parte do "PD Gandaia"
- C9 Parte do "Fest Vraah"
- D1 Parte do "Fervo com Pabllo"
- D2 Parte do "Fica, Vai Ter Pop"
- D3 Parte do "Halloween da Pabllo"
- D4 Parte do "Micareta Salvador 2022"
- D5 Parte do "Hopi Pride Festival"
- D6 Parte do "Festival Lá Folie"
- D7 Parte do "Farofa da Gkay"
- D8 Parte do "Chá da Pabllo"
- D9 Parte do "Réveillon Santé"
- E1 Parte do "Festival do Futuro"
- E2 Parte do "Estação Verão Show"
- E3 Parte do "Universo Spanta"
- E4 Parte do "Let’s Get Fr.ee"